# Girolamo Dandini (1509–1559)
Girolamo Dandini (ur. w 1509 w Cesenie, zm. 4 grudnia 1559 w Rzymie) – włoski kardynał.

## Życiorys
Był synem Anselma Dandini i Giovanny Muratini. Studiował na Uniwersytecie Bolońskim, gdzie uzyskał tytuł doktora utroque iure. Z czasów Pawła III, pełnił funkcję protonotariusza apostolskiego. 14 listopada 1544 został wybrany biskupem Caserty. 17 maja 1546 mianowano go biskupem Imoli, z której to funkcji zrezygnował 11 maja 1552. 20 listopada 1551 został kreowany kardynałem, a następnie otrzymał diakonię S. Matteo in Merulana. W wyniku niekompetencji kardynała Innocenzo Ciocchi del Monte, Dandini, jako pierwszy w historii, został w 1552 powołany na urząd sekretarza stanu Stolicy Apostolskiej. Uczestniczył w obydwu konklawe z 1555 roku. W trakcie konklawe 1559 zachorował i 3 grudnia musiał je opuścić; zmarł dzień później.